# Crioglobulinemia mista essenziale
La vasculite crioglobulinemica è una vasculite dei vasi di piccolo calibro. Il quadro infiammatorio si muove nel contesto di una crioglobulinemia mista essenziale, condizione patologica caratterizzata dalla presenza di crioglobuline nel siero del soggetto e deposizione di immunocomplessi nell'endotelio vasale.

## Crioglobuline
È definita crioglobulinemia la presenza nel siero di immunoglobuline che precipitano sul fondo di una provetta posta al freddo, alla temperatura di 4 °C, per un periodo di tempo fino a 7 giorni.
Le crioglobuline sono quindi proteine che precipitano alle basse temperature e che ritornano in soluzione dopo riscaldamento. Il fenomeno è giustificato dalla proprietà legante i componenti proteici del siero propria degli anticorpi patologicamente presenti nel soggetto crioglobulinemico. Tali anticorpi possono essere monoclonali (specificità verso un solo antigene, generati da un solo clone cellulare) o policlonali (diretti verso molti antigeni, generati da più cloni cellulari).
Il crioprecipitato può quindi essere formato da immunoglobuline IgG o IgA o IgM raramente presenti come crioglobulinemie singole o monoclonali, più frequentemente in due o più classi, a costituire una crioglobulinemia mista.
Un tipico anticorpo monoclonale è il fattore reumatoide, specifico verso la porzione Fc delle IgG.
Vengono distinte tre tipi di crioglobuline.
|          | Caratteristica                     | Attività                                                                    | Condizioni responsabili                                          |
| -------- | ---------------------------------- | --------------------------------------------------------------------------- | ---------------------------------------------------------------- |
| Tipo I   | Monoclonale                        | Non hanno attività legante. Sono responsabili di sindromi da iperviscosità. | Leucemia Mieloma Macroglobulinemia di Waldenström                |
| Tipo II  | Crioglobulinemia mista essenziale  | Attività di fattore reumatoide                                              | Epatite virale C Lupus eritematoso sistemico Sindrome di Sjögren |
| Tipo III | Crioglobulinemia mista policlonale | Attività simil-fattore reumatoide e verso proteine non immunoglobuliniche.  | Malattie infettive Malattie autoimmuni                           |

## Epidemiologia
Nei primi anni ‘90 la scoperta di un'infezione attiva da HCV nella maggior parte dei pazienti affetti da crioglobulinemia mista consentì di attribuire un ruolo determinante al virus C nell'insorgenza della patologia e di ridimensionare l'importanza di altri agenti infettivi come fattori eziologici. La vasculite crioglobulinemica è ora considerata la più comune manifestazione extraepatica dell'infezione da HCV ed è l'unica validata.
Gli studi fin qui condotti portano a sostenere che la crioglobulinemia mista è di frequente riscontro (dal 15 al 54%) in pazienti con epatite cronica da HCV (ma la percentuale di pazienti HCV positivi producenti crioglobuline è probabilmente sottostimata). Fattori addizionali la produzione di crioglobuline sono tutte le infezioni virali comprese quelle da HBV.
I pazienti che sviluppano una franca sindrome crioglobulinemica sono solo l'1-3% dei pazienti HCV positivi; essa è caratterizzata da un corteo di manifestazioni cliniche e dalla tipica triade di Meltzer: porpora, astenia ed artralgie. I pazienti affetti da sindrome crioglobulinemica (crioglobulinemia mista sintomatica) sono prevalentemente donne, con età media di 50 anni. Esiste però una quota minore di pazienti HCV negativi affetti da vasculite crioglobulinemica: sono soprattutto donne con età attorno ai 50-55 anni, con un'associazione con virus dell'epatite B, LES e sindrome di Sjögren in alcuni casi.

## Patogenesi
Il primum movens consiste nella deposizione sulla parete vasale di immunocomplessi formati da IgM dirette verso la porzione Fc degli anticorpi IgG legati a componenti strutturali del virus dell'epatite C. A questo momento, segue l'attivazione del sistema del complemento in grado di promuovere la chemiotassi e l'infiltrazione vascolare. In seguito all'attivazione immunitaria si instaura un danno a carico delle cellule endoteliali con elevata necrosi fibrinoide e stravaso infiammatorio.
Le crioglobuline sono costituite da uno o più dei seguenti componenti: IgM monoclonali o policlonali, anticorpi IgG, IgA, parti monoclonali della catena leggera κ o λ di questi anticorpi e proteine del sistema del complemento ematico, in particolare il componente 4 (C4). I particolari componenti coinvolti sono un riflesso dei disturbi associati e considerati la causa della malattia crioglobulinemica. Le composizioni di crioglobulina, rispettivamente al tipo, sono le seguenti:
- Tipo I è caratterizzato da miscele di crioglobulina monoclonale a base di IgM si verifica nei casi di macroglobulinemia di Waldenström e dei precursori pre-maligni di questo cancro, gammopatia monoclonale IgM di significato indeterminato e macroglobulinemia di Waldenstrom fumante.[1]
- Tipo II è caratterizzato da miscele da IgG monoclonali o, raramente, IgA, κ o λ a catena leggera crioglobuline si verificano in casi di mieloma multiplo e precursori pre-maligni di questo tumore, gammopatia monoclonale non IgM di significato indeterminato e mieloma multiplo senza IgM. I casi di malattia crioglobulinemica monoclonale a base di immunoglobuline non IgM sono meno comunemente associati ad altre malattie linfocitiche delle cellule B, vale a dire Linfoma non Hodgkin, linfoma di Hodgkin, leucemia linfocitica cronica a cellule B e malattia di Castleman; si verificano raramente in disturbi ematologici non a cellule B come sindromi mielodisplastiche e leucemia mieloide cronica.[2] Tra queste cause immunoglobuliniche puramente monoclonali di malattia crioglobulinemica, la macroglobulinemia Waldenström e il mieloma multiplo rappresentano insieme il 40% dei casi; i loro precursori pre-maligni rappresentano il ≈44% dei casi; e le altre malattie ematologiche citate rappresentano il 16% dei casi.[3]
- Tipo III è caratterizzato da miscele di IgM monoclonali o policlonali, IgG e / o IgA insieme a proteine del complemento di sangue come C4 sono le crioglobuline associate a casi di malattie infettive, in particolare infezione da epatite C, infezione da HIV, e coinfezione da epatite C e HIV e, meno comunemente o raramente, con casi di altre malattie infettive come infezione da epatite B, epatite A, infezione da citomegalovirus, infezione da virus Epstein – Barr, malattia di Lyme, sifilide, lebbra lepromatosa, febbre Q, nefrite post-streptococcica, endocardite batterica, schistosomiasi, echinococcosi, Coccidiomicosi, toxoplasmosi e Kala-azar. Questi cryoglobulins mista proteine sono anche associati a malattie autoimmuni, in particolare sindrome di Sjogren, lupus eritematoso meno comunemente sistemico e l'artrite reumatoide, e raramente poliarterite nodosa, sclerosi sistemica, arterite temporale, polimiosite, Henoch-Schonlein, pemfigo volgare, sarcoidosi, infiammatoria intestinale malattie e altri.[2] In questi depositi di proteine miste, l'IgM monoclonale o policlonale possiede tipicamente attività del fattore reumatoide e quindi si lega alla regione Fc degli anticorpi IgG policlonali, attiva il sistema del complemento ematico e complessi con componenti del complemento per formare precipitati composti da IgM, IgG o IgG e complemento componenti, in particolare complemento componente 4 (C4).[3]

## Clinica
La triade sintomatologica classica è rappresentata da porpora, artralgie ed astenia. Le
artralgie e l'astenia sono sintomi meno specifici della porpora, che rappresenta il segno clinico caratteristico della sindrome, descritta nell'80-100% dei pazienti. Possono coesistere ulcere cutanee, neuropatia, epatopatia, sindrome di Sjögren, fenomeno di Raynaud, nefropatia, vasculite leucocitoclastica(nelle forme miste).
Il tipo di crioglobuline circolanti pare avere rilevanza clinica: il tipo II ha una presentazione e un decorso più gravi del tipo III.

## Diagnosi

### Esame obiettivo
Tipico di questi soggetti è la presenza di vasculite cutanea (porpora) degli arti inferiori.

### Reperti di laboratorio
È possibile ricercare crioprecipitati nel siero del paziente (criocrito e tipizzazione). Normalmente è positivo il fattore reumatoide e sono ridotti i valori di complementemia C4. Possono essere aumentati gli indici di flogosi come la velocità di eritrosedimentazione, la proteina C reattiva e il fibrinogeno. È sovente presente anemia da disordine cronico. È indispensabile completare le analisi con la ricerca degli antigeni e degli anticorpi per il virus dell'epatite C.
Sono stati proposti una serie di criteri per definire la sindrome crioglobulinemica:
1) criocrito >1% per almeno 6 mesi;
2) positività del Fattore Reumatoide nel siero (FR>11 UI/mL) e riduzione della proteina C4
del complemento (C4<8 mg/100 ml);
3) almeno due manifestazioni della triade.

## Terapia
La crioglobulinemia mista asintomatica è un reperto casuale di laboratorio e non richiede terapia.
La terapia d'elezione della sindrome crioglobulinemica HCV correlata è la terapia eradicante il virus dell'epatite C (interferone pegilato + ribavirina o, più recentemente, farmaci antivirali diretti).
Nelle forme più severe e nelle forme essenziali trova indicazione il rituximab.
Possono essere utile la plasmaferesi e ad altri farmaci citotossici per il trattamento delle forme gravi e della glomerulonefrite.
Lo steroide è poco efficace.
Nelle forme lievi può essere usata la colchicina